# Manola Saavedra
Manola Saavedra Moreno (Valencia, España, 29 de junio de 1936-Acapulco de Juárez, 25 de agosto de 2012) fue una actriz de cine y televisión mexicana de origen español, quizás más conocida por su papel en El bolero de Raquel (1957), con el actor cómico, Mario Moreno "Cantinflas".

## Biografía
Fue hija del teniente coronel, alférez de S.M. la Reina de España, Ángel Saavedra. Llegó a vivir a México en brazos de su madre, Marina Moreno Castro, a la edad de dos años, llegando como refugiados españoles en México, donde creció y se desarrolló profesionalmente participando como actriz en cine, televisión y radio. Se nacionalizó mexicana a los dieciocho años de edad.
Es mayormente conocida por su papel en la película de Mario Moreno "Cantinflas", El bolero de Raquel (1956) y también fue parte de las películas El pantano de las ánimas, La cama de piedra y Yo pecador. En televisión, tuvo papeles en las telenovelas como Mi amor frente al pasado, Las gemelas, Risas amargas, Teresa, Una pasión me domina, El ángel caído, La edad de oro, Madres egoístas y Valentina entre otras. En teatro participó como primera Actriz en obras como La hija de Rapaccini de Octavio Paz, y Un hogar sólido de Elena Gárro, entre otras. En su juventud participó en el grupo de Poesía en Voz alta al lado de Octavio Paz y Juan José Arreola y como locutora de televisión hizo programas, como Chicos Tóficos, Cinco Minutos de Cosas, El Club del espectador al lado de Luis G. Basurto, México Mágico y De mujer a mujer. Como periodista trabajó para Noticieros Televisa en Contacto Directo y durante muchos años escribió su columna dominical "Crónicas Frívolas" en el periódico Novedades.

### Vida personal
Contrajo matrimonio en 1962 a la edad de 26 años con el empresario Fabián Aldama Chávez, con quien tuvo tres hijos: Arturo, Manola y Gabriela, de quien se divorció en 1980. Vivió muchos años en Cuernavaca, Morelos, trabajando al frente de su Galería de Arte. Y fue directora de la revista Claudia, y editó algunos libros de Arte para Pemex.

### Muerte
Manola Saavedra, murió de asfixia a consecuencia de una bronconeumonía complicada a los 76 años de edad en su departamento de Acapulco, Guerrero, la tarde del 25 de agosto de 2012, después de once años de luchar por sobrevivir a su enfisema pulmonar. 

### Leyenda urbana
Durante varios años, tuvo el manuscrito original de Poeta en Nueva York, del poeta español Federico García Lorca, fusilado durante la guerra civil española, hasta que en 2003 fue adquirido por la Fundación García Lorca. La sucedieron sus tres hijos Arturo, Manola y Gabriela.